# Simulium nigritarse
Simulium nigritarse är en tvåvingeart som beskrevs av Daniel William Coquillett 1902. Simulium nigritarse ingår i släktet Simulium och familjen knott. Inga underarter finns listade i Catalogue of Life.